# Okręgowe ligi polskie w piłce nożnej (1921)

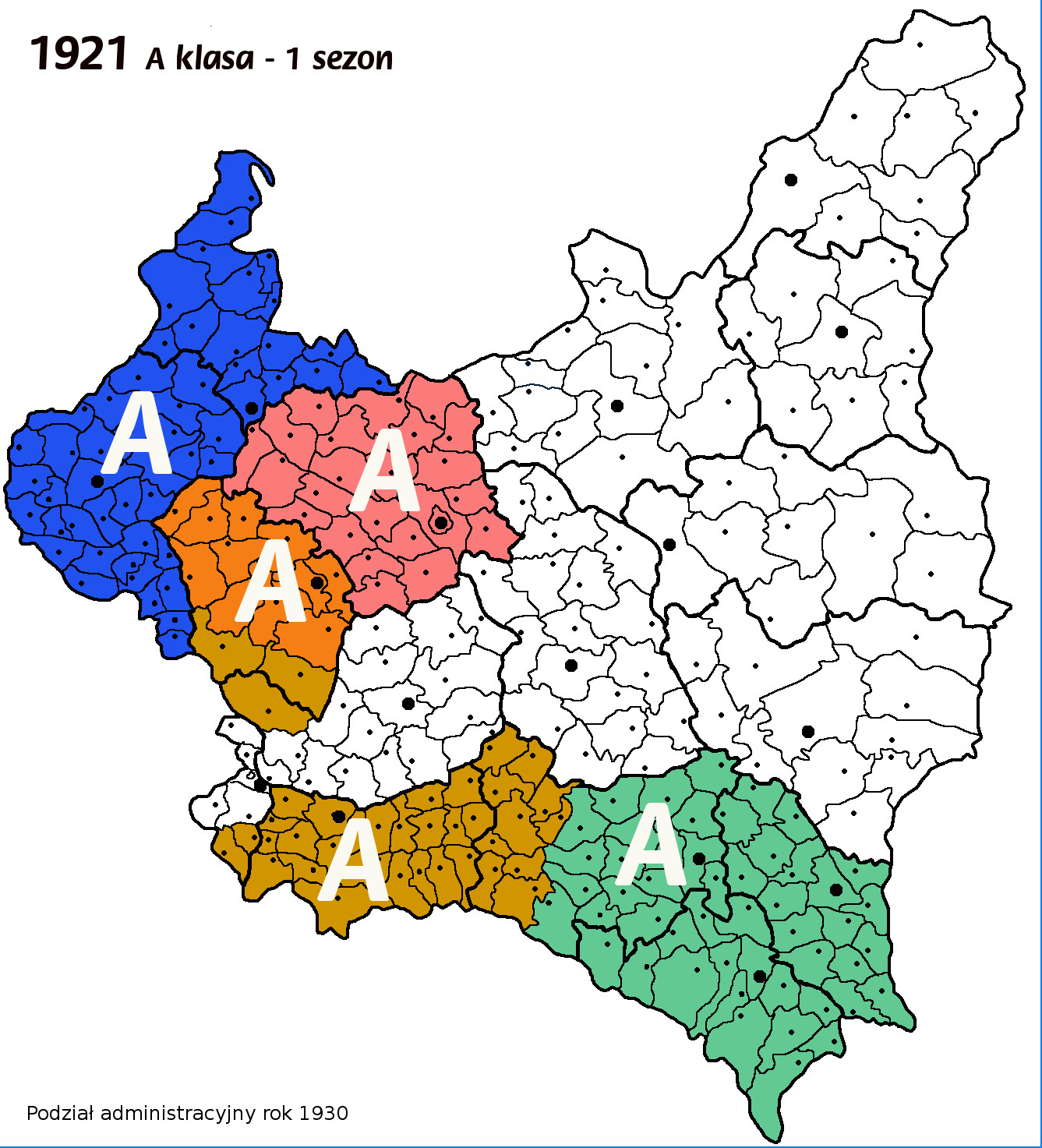
1921 rok A klasa

Okręgowe rozgrywki w piłce nożnej w sezonie 1921 odbywały się w 5 okręgach, a ich najwyższym poziomem była klasa A.
Mistrzowie okręgów uzyskali awans do mistrzowskiego turnieju w walce o pierwszy tytuł Mistrza Polski.
| Poziomy rozgrywkowe w sezonie 1921 | Poziomy rozgrywkowe w sezonie 1921 | Poziomy rozgrywkowe w sezonie 1921 |
| Rozgrywki                          | P                                  | Nazwa                              |
| ---------------------------------- | ---------------------------------- | ---------------------------------- |
| Centralne                          | I                                  | Mistrzostwa Polski                 |
| Okręgowe (5 okręgów)               | II                                 | A Klasa                            |
| Okręgowe (5 okręgów)               | III                                | B klasa                            |
| Okręgowe (5 okręgów)               | IV                                 | C klasa                            |

## Rozgrywki okręgowe

### Krakowska klasa A
| Lp. | Drużyna          | M | Z | R | P | Bramki | Bramki | Różn. | Pkt. | Uwagi       |
| --- | ---------------- | - | - | - | - | ------ | ------ | ----- | ---- | ----------- |
| 1   | Cracovia (B)     | 6 | 6 | 0 | 0 | 33     | 3      | +30   | 12   | Awans do MP |
| 2   | Makkabi Kraków   | 6 | 1 | 3 | 2 | 11     | 17     | -6    | 5    |             |
| 3   | Wisła Kraków     | 6 | 1 | 3 | 2 | 9      | 16     | -7    | 5    |             |
| 4   | Jutrzenka Kraków | 6 | 0 | 2 | 4 | 7      | 24     | -17   | 2    |             |

- Nikt nie spadł, w następnym sezonie klasa A powiększona do 6 drużyn.
- Z klasy B awansował Sturm Bielsko, BBSV Bielsko.

### Lwowska klasa A
| Lp. | Drużyna        | M | Z | R | P | Bramki | Bramki | Różn. | Pkt. | Uwagi       |
| --- | -------------- | - | - | - | - | ------ | ------ | ----- | ---- | ----------- |
| 1   | Pogoń Lwów (B) | 2 | 1 | 1 | 0 | 7      | 2      | +5    | 3    | Awans do MP |
| 2   | Czarni Lwów    | 2 | 0 | 1 | 1 | 2      | 7      | -5    | 1    |             |

- Z klasy B awansowały drużyny Lechia Lwów, Polonia Przemyśl, Rewera Stanisławów.

### Łódzka klasa A

#### I runda
| Lp. | Drużyna            | M | Z | R | P | Bramki | Bramki | Różn. | Pkt. | Uwagi   |
| --- | ------------------ | - | - | - | - | ------ | ------ | ----- | ---- | ------- |
| 1   | ŁKS Łódź           | 6 |   |   |   |        |        |       | b.d. | Klasa A |
| 2   | Klub Turystów Łódź | 6 |   |   |   |        |        |       | b.d. | Klasa A |
| 3   | ŁTSG Łódź          | 6 |   |   |   |        |        |       | b.d. | Klasa A |
| 4   | Szturm Łódź        | 6 |   |   |   |        |        |       | b.d. | Klasa A |
| 5   | Union Łódź         | 6 |   |   |   |        |        |       | b.d. | Klasa B |
| 6   | Siła Łódź          | 6 |   |   |   |        |        |       | b.d. | Klasa B |
| 7   | Barkochba Łódź     | 6 |   |   |   |        |        |       | b.d. | Klasa B |

#### II runda
| Lp. | Drużyna            | M | Z | R | P | Bramki | Bramki | Różn. | Pkt. | Uwagi             |
| --- | ------------------ | - | - | - | - | ------ | ------ | ----- | ---- | ----------------- |
| 1   | ŁKS Łódź (B)       | 3 |   |   |   |        |        |       | b.d. | Awans do MP       |
| 2   | Klub Turystów Łódź | 3 |   |   |   |        |        |       | b.d. |                   |
| 3   | ŁTSG Łódź          | 3 |   |   |   |        |        |       | b.d. |                   |
| 4   | Szturm Łódź        | 3 |   |   |   |        |        |       | b.d. | Spadek do klasy B |

### Poznańska klasa A
| Lp. | Drużyna               | M  | Z | R | P | Bramki | Bramki | Różn. | Pkt. | Uwagi             |
| --- | --------------------- | -- | - | - | - | ------ | ------ | ----- | ---- | ----------------- |
| 1   | Warta Poznań (B)      | 10 |   |   |   | 51     | 16     | +35   | 18   | Awans do MP       |
| 2   | Ostrovia Ostrów Wlkp. | 10 |   |   |   | 28     | 16     | +12   | 11   |                   |
| 3   | Stella Gniezno        | 10 |   |   |   | 23     | 35     | -12   | 9    |                   |
| 4   | Unia Poznań           | 10 |   |   |   | 19     | 29     | -10   | 8    |                   |
| 5   | Pogoń Poznań          | 10 |   |   |   | 18     | 30     | -12   | 8    |                   |
| 6   | Posnania Poznań (S)   | 10 |   |   |   | 14     | 27     | -13   | 4    | Spadek do klasy B |

- Z klasy B awansował Sokół Toruń

### Warszawska klasa A
| Lp. | Drużyna              | M | Z | R | P | Bramki | Bramki | Różn. | Pkt. | Uwagi       |
| --- | -------------------- | - | - | - | - | ------ | ------ | ----- | ---- | ----------- |
| 1   | Polonia Warszawa (B) | 4 | 4 | 0 | 0 | 21     | 1      | +26   | 8    | Awans do MP |
| 2   | Korona Warszawa      | 4 | 2 | 0 | 2 | 9      | 9      | 0     | 4    |             |
| 3   | WKS Warszawa         | 4 | 0 | 0 | 4 | 1      | 21     | -20   | 0    |             |

- W następnym sezonie klasa A powiększona do 5 drużyn.
- Z klasy B awansował AZS Warszawa, Warszawianka.

### Wileńska klasa A (nieoficjalne)
| Lp. | Drużyna             | M | Z | R | P | Bramki | Bramki | Różn. | Pkt. | Uwagi            |
| --- | ------------------- | - | - | - | - | ------ | ------ | ----- | ---- | ---------------- |
| 1   | Sokół Wilno         | 6 | 5 | 0 | 1 | 25     | 6      | +19   | 10   | klasa A          |
| 2   | AZS Wilno           | 6 | 4 | 0 | 2 | 20     | 12     | +8    | 8    | klasa A          |
| 3   | WKS Wilno           | 6 | 2 | 1 | 3 | 8      | 17     | -9    | 5    | klasa A          |
| 4   | PKS Wilja Wilno (W) | 6 | 0 | 1 | 5 | 3      | 21     | -18   | 1    | Po sez. wycofana |

- Po sezonie Policyjny Klub Sportowy Wilja Wilno wycofał się z rozgrywek.

### Katowicka klasa A (nieoficjalne i niedokończone)
| Lp. | Drużyna                | M | Z | R | P | Bramki | Bramki | Różn. | Pkt. | Uwagi         |
| --- | ---------------------- | - | - | - | - | ------ | ------ | ----- | ---- | ------------- |
| 1   | Pogoń Katowice         |   |   |   |   |        |        |       | 12   | Zakw. do kl.A |
| 2   | Słupna Mysłowice       |   |   |   |   |        |        |       | 8    |               |
| 3   | Naprzód Lipiny         |   |   |   |   |        |        |       | 6    |               |
| 4   | Unia 20 Mysłowice      |   |   |   |   |        |        |       | 6    |               |
| 5   | Poniatowski Szombierki |   |   |   |   |        |        |       | 5    |               |
| 6   | Gwiazda Bogucice       |   |   |   |   |        |        |       | 5    | Zakw. do kl.A |
| 7   | Haller Królewska Huta  |   |   |   |   |        |        |       | 3    |               |
| 8   | Strzała Zabrze         |   |   |   |   |        |        |       | 2    |               |
| 9   | Śląsk Rybnik           |   |   |   |   |        |        |       | 2    |               |
| 10  | Strzała Ruda           |   |   |   |   |        |        |       | 1    | Zakw. do kl.A |
| 11  | Iskra Siemianowice     |   |   |   |   |        |        |       | 0    | Zakw. do kl.A |
| 12  | Śląsk Świętochłowice   |   |   |   |   |        |        |       | 0    |               |
| 13  | Ruch Chorzów           |   |   |   |   |        |        |       | 0    | Zakw. do kl.A |
| 14  | Orzeł Dąb              |   |   |   |   |        |        |       | 0    |               |

## Mistrzostwa Polski klasy B
Po raz pierwszy zostały zorganizowane rozgrywki na szczeblu ogólnopolskim. W rozgrywkach centralnych klasy B wzięły udział tylko 4 drużyny: Cracovia II, Pogoń II Lwów, AZS Warszawa i Union Łódź. Zwyciężyła w nich również drużyna z Krakowa i tu tracąc tylko jeden punkt (5 zwycięstw, 1 remis). W następnych latach ze względu na wysokie koszty, zrezygnowano z rozgrywek centralnych w klasie B.
| Lp. | Drużyna       | M | Z | R | P | Bramki | Bramki | Różn. | Pkt. | Uwagi               |
| --- | ------------- | - | - | - | - | ------ | ------ | ----- | ---- | ------------------- |
| 1   | Cracovia II   | 6 |   |   |   | 24     | 9      | +15   | 11   | Mistrz Polski kl. B |
| 2   | Union Łódź    | 6 |   |   |   | 24     | 12     | +12   | 8    |                     |
| 3   | AZS Warszawa  | 6 |   |   |   | 12     | 14     | -2    | 5    |                     |
| 4   | Pogoń II Lwów | 6 |   |   |   | 6      | 31     | -25   | 0    |                     |